# Carex grantii
Carex grantii là một loài thực vật có hoa trong họ Cói. Loài này được A.Benn. mô tả khoa học đầu tiên năm 1897.